# Klaus Eiler
Klaus Eiler (* 1949 in Bad Sobernheim) ist ein deutscher Historiker und Archivar.
Eiler studierte von 1968 bis 1978 Geschichte, Alte Geschichte und Klassische Philologie an der Universität Mainz, legte 1974 das erste Staatsexamen ab und wurde 1978 promoviert. Von 1974 bis 1978 war er Wissenschaftlicher Mitarbeiter am Historischen Ortslexikon Rheinland-Pfalz beim Institut für Geschichtliche Landeskunde an der Universität Mainz. Von 1978 bis 1980 absolvierte er eine Ausbildung im höheren Archivdienst am Hessischen Staatsarchiv Darmstadt und an der Archivschule Marburg. 1980 wurde er Archivrat am Hessischen Staatsarchiv Marburg und wechselte 1981 an das Hessische Hauptstaatsarchiv Wiesbaden. Von 1999 bis 2014 war er dessen Leitender Archivdirektor.
Eiler ist Mitglied der Historischen Kommissionen für Hessen, Nassau, Darmstadt und der Frankfurter Historischen Kommission.

## Schriften (Auswahl)
- Handwerker und Landesherrschaft in Territorien zwischen Mosel und Nahe bis zur zweiten Hälfte des 16. Jahrhunderts (= Heimatkundliche Schriftenreihe des Landkreises Bad Kreuznach, 3). Bad Kreuznach 1976.
- Stadtfreiheit und Landesherrschaft in Koblenz. Untersuchungen zur Verfassungsentwicklung im 15. und 16. Jahrhundert (= Geschichtliche Landeskunde, 20). Wiesbaden 1980.
- Von der Manufaktur zur Fabrik. Anfänge der Industrialisierung in Hessen. Ausstellung der hessischen Staatsarchive. Hessisches Hauptstaatsarchiv, Wiesbaden [1982?].
- (Hrsg.) Hessen im Zeitalter der industriellen Revolution. Text- und Bilddokumente aus hessischen Archiven beschreiben Hessens Weg in die Industriegesellschaft während des 19. Jahrhunderts (= Hessen-Bibliothek). Frankfurt am Main 1984.
- (Hrsg.) Das Limburger Stadtbuch von 1548. Georg Rauschers „Ordenung der Oberkeit“ und andere ausgewählte Quellen zu Bürgerrecht und Stadtverfassung von Limburg im 16. und 17. Jahrhundert. Eine Edition (= Veröffentlichungen der Historischen Kommission für Nassau, 46). Wiesbaden 1991.
- Repertorien des Hessischen Staatsarchivs Marburg. Bestand 98a/s: Großherzogtum Frankfurt, Gebietsteile Fulda, Hanau, Orb (1802) 1810–1813 (1820). Hessisches Staatsarchiv Marburg, Marburg 2000, ISBN 978-3-88964-183-0.
- Zusammen mit Rolf Faber und Johann Zilien: „Die historische Wahrheit kund und zu wissen tun“. Die justizielle Aufarbeitung von NS-Verbrechen in Hessen. Katalog zur Wanderausstellung des Hessischen Hauptstaatsarchivs 2014/2015. Hrsg.: Sparkassen-Kulturstiftung Hessen-Thüringen und Hessisches Hauptstaatsarchiv. Wiesbaden 2014.
- Römische Altertümer und vaterländische Geschichte. Der Verein für Nassauische Altertumskunde und Geschichtsforschung im 19. Jahrhundert. Online-Veröffentlichung, 2019.